# Sergio de Castro (músico)
Sergio Federico de Castro (Buenos Aires, Argentina, 15 de septiembre de 1922 - París, Francia, 31 de diciembre de 2012) fue un músico, pintor, muralista y vitralista argentino.

## Biografía
De Castro nació en el seno de una familia aristocrática argentina proveniente de Galicia y el País Vasco (la Casa de Castro). Su padre estaba dedicado a la diplomacia, por lo que entre 1923 (a los pocos meses de edad) y 1932, De Castro vivió en Suiza con sus padres y sus dos hermanas. En esa época conoció ciudades como Lausana, Ginebra y Turin.
En 1933 ingresó como alumno de un colegio jesuita en Montevideo y estudió composición musical. Descubrió la poesía con el estudio formal de la lengua castellana. Quedó marcado por la poesía de César Vallejo, para más tarde ligarse a escritores como Pablo Neruda, Octavio Paz y Julio Cortázar.
Más tarde ―durante una estadía en Uruguay―, conoció al famoso pintor Joaquín Torres García, con quien en 1941 estudió pintura y arte monumental hasta 1949. Participó junto a los integrantes del Taller Torres García de la obra de los murales del Pabellón Martirené del Hospital Saint Bois.
En 1942 se mudó a Argentina (donde viviría hasta 1949). En 1945 consiguió empleo como secretario en el Observatorio de Astronomía de la ciudad de Córdoba (Argentina), donde también comenzó a trabajar como asistente del músico Manuel de Falla en Alta Gracia, a 60 km de Córdoba.
En 1945 y 1946 estuvo becado por el Gobierno francés.
Durante 1946 expuso en Nueva York con el taller de Torres-García. Ese mismo año viajó al noroeste de Argentina y al sur de Perú con el fin de estudiar el arte prehispánico junto a Gonzalo Fonseca, Julio Uruguay Alpuy y Jonio Montiel.
En 1949 fue designado profesor de Historia de la Música en el nuevo Conservatorio de Música de la ciudad de La Plata (capital de la provincia de Buenos Aires). Abandonó el puesto cuando obtuvo una beca del Gobierno francés con el fin de perfeccionar sus estudios musicales en París, donde se instaló en noviembre de 1949.
Desde 1951 se consagró exclusivamente a la pintura.
En 1955, su amiga la traductora Edith Aron le presentó al escritor Julio Cortázar, quien se convertiría en su gran amigo.
De Castro inspiró el personaje del pintor parisino Etienne en la famosa contranovela de Cortázar, Rayuela. En la obra se menciona la estrecha relación del protagonista, Horacio Oliveira, con su compañero en el intelectual Club de la Serpiente, quien además en ocasiones lo visitaba en su taller de París.
En 1960 obtuvo el premio Hallmark en Nueva York.
En 1979 se naturalizó francés.
En 1980 expuso en el pabellón de Argentina en la 39.ª Bienal de Venecia.
Entre 1981 y 1986 fue profesor asociado en la Facultad de Ciencias Humanas de la Universidad de Estrasburgo.
En 1979 fue nombrado oficial de la Ordre des arts et des lettres.
En 2006 ―aconsejado por el famoso coleccionista Pierre Darinot― Sergio de Castro hizo una gran donación de 220 obras al Musée de Saint-Lô.
Además supo entrelazar una amistad con el compositor argentino Alberto Ginastera, quien hacia referencia de Sergio y sus primeras obras en sus notas sobre la música moderna argentina.

Sergio de Castro sólo cuenta con 25 años, pero es dueño de una cultura excepcional y de un espíritu que ha profundizado el sentido real de las cosas. Posee una obra pequeña en cantidad pero de una calidad que nos dice de su contacto con el gran Falla. Sin ser alumno suyo, Sergio de Castro vivió varios años en Córdoba frecuentando la amistad del compositor español cuyos consejos influyeron no poco en su formación espiritual.
Alberto Ginastera

Falleció el 31 de diciembre de 2012 en París a los 90 años de edad.

Siempre pensé que él moriría con los pinceles en la mano y así fue.
Dominique Souse (pareja de Sergio de Castro)

Hoy descansa en el Cementerio de Montparnasse, en París, a pocos metros de otro de sus grandes compañeros, el escritor Samuel Beckett.

## Obras monumentales
- La creación del mundo (1956-1958), de 6 metros de altura y 20 m de anchura. Llevó a cabo este trabajo en los talleres de J.  J. K. Ray (1898-1979), pintor y maestro vidriero en París. Se encuentra en la iglesia del monasterio benedictino de Santo Sacramento de Couvrechef, en la ciudad de Caen.[2]
- Redemption (1968-1969), de 4.5 m de altura y 17 m de anchura, para el templo luterano Dietrich-Bonhoeffer-Kirche, en Hamburgo-Dulsberg (Alemania).[2]
- Los profetas (1978-1981), cinco vidrieras para ventanas preexistentes de la Colegiata de Notre Dame de l'Assomption de Romont, Friburgo (Suiza).
- Dos murales para la bandera Martirené del hospital de Saint-Bois, en Montevideo (Uruguay), realizado por Torres-García y sus alumnos.
- Mural para la biblioteca del Yonne, en Saint-Georges-sur-Baulche, en Auxerre (Francia).
- Decoración del vestíbulo de la compañía Atochem en La Défense (barrio de París), con un conjunto de cinco murales y una escultura móvil.

Vidrieras de Sergio de Castro
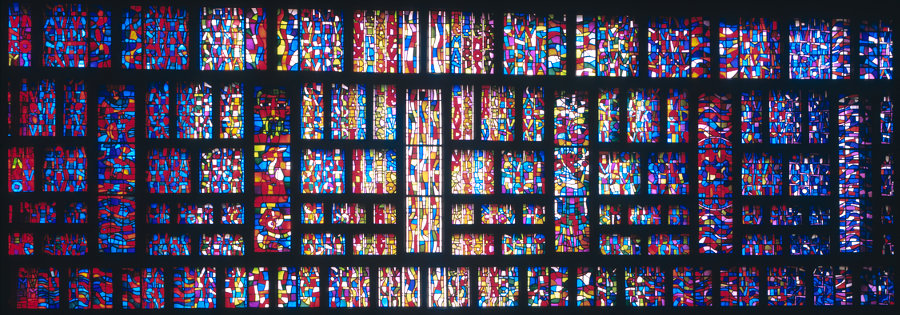
Vidriera de la Creación del Universo, iglesia del Monasterio de las Benedictinas en Couvrechef - La Folie (Caen). Foto: Dominique Souse.
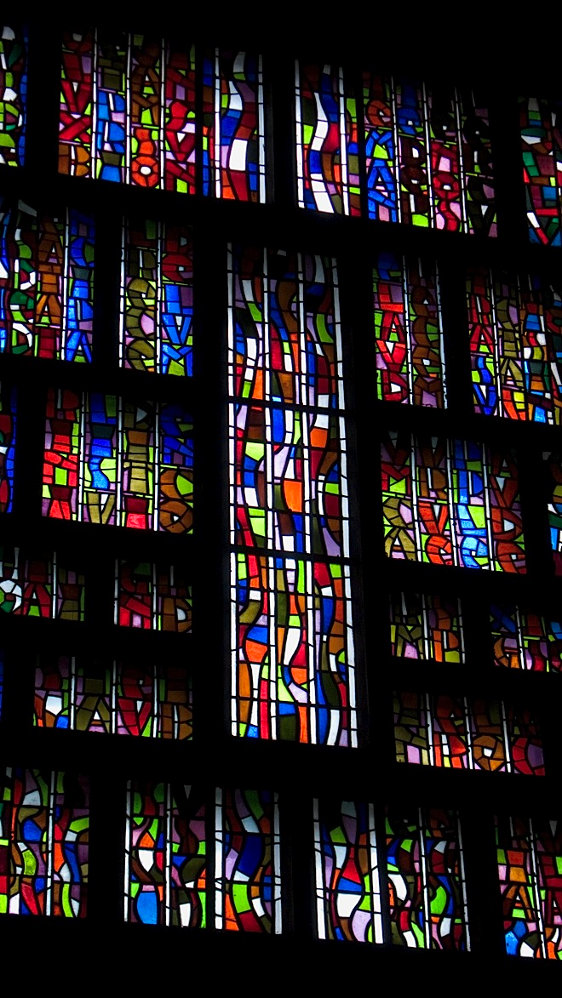
Séptimo día de la Creación, Couvrechef - La Folie. Foto: Dominique Souse.
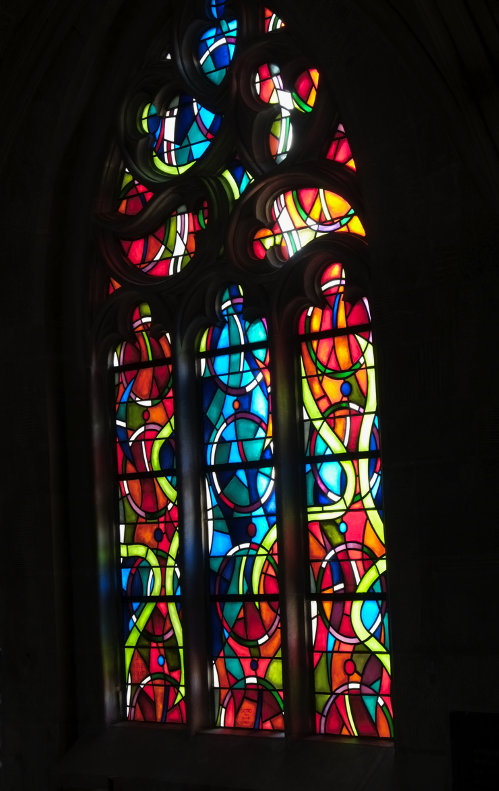
La Zarza Ardiente, Collégiale de Romont (Suiza), 1980. Foto: Dominique Souse.
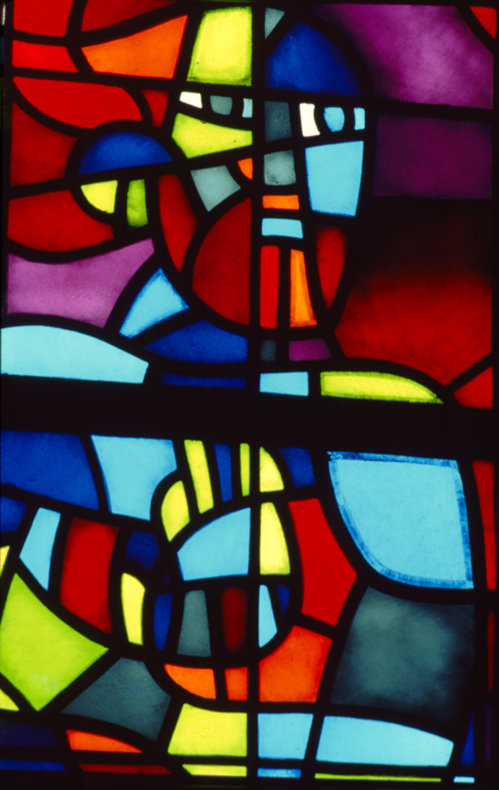
Vidriera de Jonás, Collégiale de Romont. Foto: Dominique Souse.
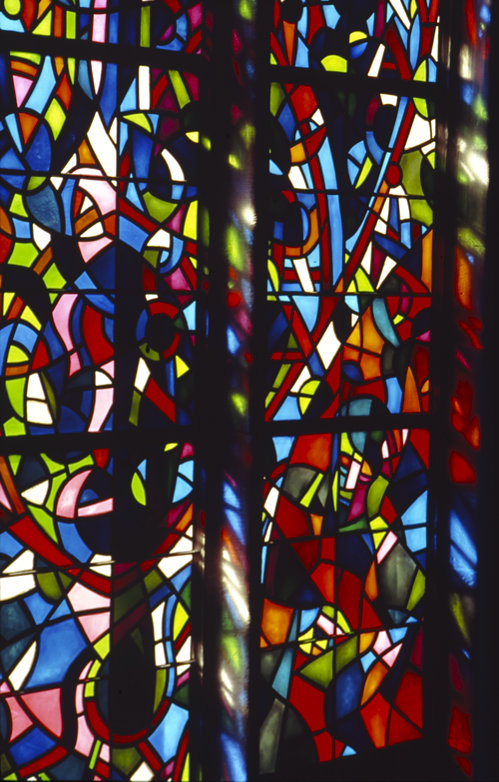
Vidriera del árbol de Jessé, Collégiale de Romont. Foto: Dominique Souse.
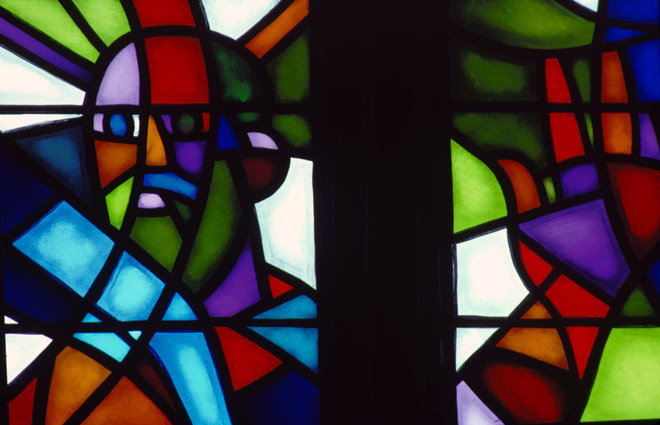
Vidriera del carro de Elías, Collégiale de Romont (Suiza), 1980. Foto: Dominique Souse.